# Турикасы (Моргаушский район)
Турикасы́ (чув. Турикасси) — деревня в Моргаушском районе Чувашской Республики. Входит в состав Большесундырского сельского поселения.

## География
Находится в северо-западной части Чувашии, на расстоянии приблизительно 18 км на северо-запад по прямой от районного центра села Моргауши у границы с Республикой Марий Эл.

## История
Известна с 1858 года как околоток села Большое Карачкино с 175 жителями. В 1906 году было учтено 43 двора и 227 жителей, в 1926 — 56 дворов и 243 жителя, в 1939 — 217 жителей, в 1979 — 136. В 2002 году было 42 двора, в 2010 — 31 домохозяйство. В 1931 году был образован колхоз «Бригадир», в 2010 действовало КФХ «Фадеев».

## Население
Постоянное население составляло 121 человек (чуваши 97 %) в 2002 году, 109 — в 2010.